# A Hash House Fraud
A Hash House Fraud er en amerikansk stumfilm fra 1915 af Charley Chase.

## Medvirkende
- Hugh Fay
- Louise Fazenda
- Fritz Schade
- Don Barclay
- Harry Bernard